# Пахолюк Володимир
Пахолюк Володимир («Вишня»; 3 січня 1925, Рівненська область — 28 квітня 1946, у лісі біля с. Гута Сокальського р-ну Львівської обл.) — лицар Бронзового хреста бойової заслуги УПА.

## Життєпис
Освіта — 4 класи народної школи. Член ОУН із 1941 р. У квітні 1944 р. мобілізований до Червоної армії. 28.10.1944 р. дезертирував і вступив у лави УПА. Кулеметник сотні УПА «Вовки II». Загинув у криївці в Шмитківському лісі. Застрелився, щоб не здатися живим в руки ворога. Похований у братській могилі в с. Варяж Сокальського р-ну. Вістун УПА (10.12.1945); відзначений Бронзовим хрестом бойової заслуги (28.08.1945).